# Locus Plethora

## O Carro
A Locus Canada está tentando ser a montadora que possuí o carro mais rápido do mundo. O Locus Plethora é um ótimo concorrente para este cargo, possuí duas opções de motor: um v8 de 750cv ou SIMPLESMENTE um v10 de 1300cv.

## O mais rápido
Um dos carros mais rápidos do mundo é o Zenvo ST1, que possuí cerca de 1300cv. O projeto da Locus pode superá-lo, mas o projeto está envelhecendo e o lançamento ainda não aconteceu(oficialmente).
O Bugatti Veyron é o carro mais rápido do mundo atualmente, seguido do SSC Tuatara.